# エーデルワイス (1959年の曲)
「エーデルワイス」（英: “Edelweiss”）はロジャース&ハマースタインの楽曲。作詞はオスカー・ハマースタイン2世、作曲はリチャード・ロジャース。ハマースタインの遺作であり、ロジャース&ハマースタイン最後の楽曲でもある。
この曲は1959年のミュージカル『サウンド・オブ・ミュージック』に最後に付け加えられた。オーストリアを象徴する花であるセイヨウウスユキソウ（エーデルワイス）を愛でる歌詞のこの曲は、劇中ではドイツに併合された祖国を離れるゲオルク・フォン・トラップ大佐によって歌われ、祖国愛を表現するものとなっている。

## 作詞作曲の経緯と劇中での歌唱
1959年10月、ボストンにおける『サウンド・オブ・ミュージック』の試演のあと、ハマースタインはこのミュージカルに何かが不足していると感じていたが、本公演までに残された時間はわずかで、大きな変更を加えることは不可能だった。そこでハマースタインとロジャーズは、ゲオルク・フォン・トラップ大佐役のセオドア・ビケルがフォーク歌手であることを活かし、ギターで弾き語ってみせる1曲を付け加えることに決めたのである。このときハマースタインは病に冒されており、ボストンに到着したのも遅かったため、このコンビによる他の曲とは異なり、ロジャースによる作曲が先に行われた。ハマースタインはまずオーストリアを象徴する花であるエーデルワイスについて調べ、6日間かけて歌詞を書き上げた。この歌詞は、祖国オーストリアを離れなければならない悲しみの表現を意図したものであったが、単純に山に咲く花を描写するものとなっており、その描写をもってして、強烈な祖国愛を表現するものであった。こうして『サウンド・オブ・ミュージック』の第2幕の終わり間近、音楽祭のシーンにおいてビケル演じるゲオルクによって歌われることとなった「エーデルワイス」は、すぐさま聴衆に受け入れられた。
1965年の映画版でもこの曲は歌われており、子どもたちに歌って聴かせるシーンが物語のより早い段階に加えられている。この映画版でゲオルク役を演じているのはクリストファー・プラマーであるが、歌唱はビル・リーにより吹き替えられたものである。途中から歌に加わるリーズル・フォン・トラップの役はシャーミアン・カーが務めている。

## 受容
オーストリアを称える内容から、オーストリアの国歌、あるいは民謡と勘違いされる事がしばしばある。1984年にアメリカ合衆国を訪れたオーストリア大統領キルヒシュレーガーを称えるため、レーガン政権がこの曲を演奏したというエピソードがあり、Maslon (2007:177) はオーストリア国歌と思っていたのではなかろうかと述べている。
日本ではダークダックスが「エーデルワイスの歌」の曲名・英語詞でカバーし、1966年のシングル「戦火を越えて」のB面に収録した。1972年以後、幾度となく日本の音楽教科書に採用されるなど、大ヒット曲となった。日本の音楽教科書には阪田寛夫、徳山博良、原梨香、保富庚午、吉田孝古麿による日本語訳詞のものが掲載されている。また、吉田孝古麿による日本語訳詞のものが登山愛好者向けの歌集にも収録されている。阪田寛夫による日本語訳詞は森の木児童合唱団、しゅうさえこ、田中彩子らが、吉田孝古麿による日本語訳詞は杉並児童合唱団、ドリーミングらが発売している。防災行政無線の時報として用いる自治体がある。